# Mcheta-Mtianeti
Mcheta-Mtianeti (grúzul მცხეთა-მთიანეთი) Grúzia egyik közigazgatási régiója, az ország keleti részében, székhelye Mcheta.
Területe 6785 km² (valamivel kisebb, mint a magyar Borsod-Abaúj-Zemplén vármegye). Népessége 94 573 fő (2014-es adat). Északi szomszédja az Orosz Föderáció, keleten Kaheti régió, délen Alsó-Kartli régió, nyugaton Felső-Kartli.